# Laacher See
Laacher See je jezero u vulkanskoj regiji Eifel u zapadnoj Njemačkoj, u blizini gradova Andernach (8 km), Bonn (37 km) i Koblenz (24 km). Nastalo u kalderi, ovalnog je oblika i s oko 3,3 km² predstavlja najveće jezero u pokrajini Porajnje-Falačka. 
Jezero je formirano za vrijeme Plinijske erupcije (13.000 pr. Kr.) i posljednje izbijanje bivšeg "Laacherskog vulkana" datira oko 10.930. godine prije Krista. Na njegovim obalama nalazi se opatija Maria Laach.

## Etimologija
Riječ Laach dolazi od starovisokonjemačkog lacha, srodna je današnjoj riječi Lache, latinskom lacus i engleskom lake i jednostavno znači jezero. Stoga naziv Laacher See je do neke ruke tautologija. Jezuiti su 1863. opatiju preimenovali u Maria Laach.

## Opis
Jezero je ovalnog oblika i okruženo je visokim obalama. Od rimskog razdoblja, lava je vađena za mlinsko kamenje do uvođenja željeznih valjaka za mljevenje žitarica. Na zapadnoj strani nalazi se benediktinska opatija Maria Laach (Abbatia Lacensis), koju je 1093. godine utemeljio Heinrich II od Laacha iz kuće Luksemburg, prvi grof Palatin od Rajne. Jezero nema prirodnog istjecanja, već ga isušuje tunel koji je iskopan prije 1170. godine i od tada je nekoliko puta obnavljan.

## Erupcija
Vulkanizam u Njemačkoj može se pratiti milijunima godina unatrag, povezan s razvojem europskog kenozojskog rascjepnog sustava, koji je uzrokovan sudarom između afričke i euroazijske ploče, ali je bio koncentriran u eksplozijama povezanim s utovarom i istovarom leda tijekom glacijalnih napredovanja i povlačenja. Početne eksplozije Laacher Seea, koje su se dogodile u kasno proljeće ili rano ljeto, sravnile su stabla udaljena do četiri kilometra. Magma je otvorila put do površine koja je eruptirala oko deset sati, a oblak je vjerojatno dosegao visinu od 35 kilometara. Aktivnost se nastavila nekoliko tjedana ili mjeseci, stvarajući piroklastične struje koje su ljepljivom tefrom prekrile doline udaljene i do deset kilometara. U blizini kratera naslage dosežu i preko pedeset metara debljine, a čak i pet kilometara dalje još uvijek su debele deset metara. Sve biljke i životinje na udaljenosti od šezdesetak kilometara sjeveroistočno i četrdesetak kilometara jugoistočno mora da su bile izbrisane. Procjenjuje se da je 6 km3 magme eruptiralo, proizvodeći oko 16 km3 tefre. Ova ogromna plinijska erupcija je stoga imala indeks vulkanske eksplozivnosti (VEI) od 6. Naslage tefre nastale erupcijom pregradile su Rajnu, stvarajući jezero od 140 km2. Kada je brana pukla, nizvodno je krenula velika poplava, ostavljajući naslage čak do Bonna. Padavine su identificirane na području većem od 300.000 četvornih kilometara, koje se proteže od središnje Francuske do sjeverne Italije i od južne Švedske do Poljske, što ga čini neprocjenjivim predmetom za kronološku korelaciju arheoloških i paleoekoloških slojeva na cijelom području.

## Posljedice erupcije
Širi efekti erupcije bili su ograničeni i uzrokovali su nekoliko godina hladnih ljeta i do dva desetljeća ekoloških poremećaja u Njemačkoj. Međutim, život lokalnog stanovništva, poznat kao Federmeser kultura, bio je poremećen. Prije erupcije Federmeserci su bili rijetko rasprostranjen narod koji se preživljavao tražeći hranu i loveći, koristeći koplja, lukove i strijele. Prema arheologu Felixu Riedeu, izgleda da je nakon erupcije Tirinški bazen, područje koje je najviše pogođeno padavinama, mahom ispražnjen, dok se stanovništvo u jugozapadnoj Njemačkoj i Francuskoj povećalo. Pojavile su se dvije nove kulture, Bromme iz južne Skandinavije i Perstunijanci iz sjeveroistočne Europe. Te su kulture imale nižu razinu vještine izrade alata od Federmesserovaca, osobito Bromci koji su izgleda izgubili tehnologiju luka i strijele. Prema Riedeovom mišljenju, pad je rezultat poremećaja koji su uzrokovani vulkanom Laacher See. O erupciji se raspravljalo kao o mogućem uzroku za Mlađi Dryas, razdoblje globalnog hlađenja pri kraju posljednjeg glacijalnog maksimuma za koje se činilo da se podudara s vremenom erupcije Laacher Seea. Međutim, preciznije datiranje početka mlađeg dryasa u Europi, objavljeno u 2021., pokazalo je da je ono počelo oko 200 godina nakon erupcije, isključujući ga kao potencijalni uzrok.